# Jeremías Ledesma
Jeremías Conan Ledesma (Pergamino, 13 febbraio 1993) è un calciatore argentino, portiere del River Plate.

## Caratteristiche tecniche
Di ruolo portiere, risulta efficace e molto agile tra i pali.
Nel corso della sua carriera con la maglia del Cadice ha totalizzato 362 parate, diventando il portiere con più interventi riusciti in Liga.

## Carriera

### Club

#### Giovanili e crescita nel Rosario Central
Cresciuto nelle giovanili del Rosario Central, ha esordito il 26 aprile 2017 in occasione del match di Copa Argentina vinto 1-0 contro il Cañuelas.

#### Cadice
Il 26 agosto 2020 viene ceduto in prestito al Cadice, neopromosso in Liga. Nel corso della prima stagione totalizza 32 presenze con 9 reti inviolate in campionato, contribuendo alla salvezza del club spagnolo. Si conferma una certezza tra i pali con 12 reti inviolate durante la stagione 2022/2023, solo Remiro e Ter Stegen hanno ottenuto più clean sheet.

#### River Plate
Il 6 luglio 2024 viene acquistato dal River Plate.

## Statistiche

### Presenze e reti nei club
Statistiche aggiornate al 17 agosto 2025
| Stagione               | Squadra                | Campionato             | Campionato | Campionato | Coppe nazionali | Coppe nazionali | Coppe nazionali | Coppe continentali | Coppe continentali | Coppe continentali | Altre coppe | Altre coppe | Altre coppe | Totale | Totale | Totale |
| Stagione               | Squadra                | Comp                   | Pres       | Reti       | Comp            | Pres            | Reti            | Comp               | Pres               | Reti               | Comp        | Pres        | Reti        | Pres   | Reti   |        |
| ---------------------- | ---------------------- | ---------------------- | ---------- | ---------- | --------------- | --------------- | --------------- | ------------------ | ------------------ | ------------------ | ----------- | ----------- | ----------- | ------ | ------ | ------ |
| 2016-2017              | Rosario Central        | PD                     | 0          | 0          | CA              | 1               | 0               |                    | -                  | -                  |             | -           | -           | 1      | 0      |        |
| 2017-2018              | Rosario Central        | PD                     | 20         | -26        | CA              | 6               | -4              | CS                 | 2                  | -1                 |             | -           | -           | 28     | -31    |        |
| 2018-2019              | Rosario Central        | PD                     | 24         | -24        | CA+CdL          | 1+2             | -2+-3           | CL                 | 6                  | -10                | SA          | 1           | 0           | 34     | -39    |        |
| 2019-2020              | Rosario Central        | PD                     | 23         | -29        | CA+CdL          | 0+1             | 0+-3            |                    | -                  | -                  |             | -           | -           | 24     | -32    |        |
| Totale Rosario Central | Totale Rosario Central | Totale Rosario Central | 67         | -79        |                 | 11              | -12             |                    | 8                  | -11                |             | -           | -           | 87     | -102   |        |
| 2020-2021              | Cadice                 | PD                     | 32         | -45        | CR              | 0               | 0               |                    | -                  | -                  |             | -           | -           | 32     | -45    |        |
| 2021-2022              | Cadice                 | PD                     | 38         | -51        | CR              | 0               | 0               |                    | -                  | -                  |             | -           | -           | 38     | -51    |        |
| 2022-2023              | Cadice                 | PD                     | 34         | -48        | CR              | 0               | 0               |                    | -                  | -                  |             | -           | -           | 34     | -48    |        |
| 2023-2024              | Cadice                 | PD                     | 34         | -47        | CR              | 0               | 0               |                    | -                  | -                  |             | -           | -           | 34     | -47    |        |
| Totale Cadice          | Totale Cadice          | Totale Cadice          | 138        | -191       |                 | 0               | 0               |                    | -                  | -                  |             | -           | -           | 138    | -191   |        |
| 2024                   | River Plate            | PD                     | 4          | -3         |                 | -               | -               | CL                 | 0                  | 0                  |             | -           | -           | 4      | -3     |        |
| 2025                   | River Plate            | PD                     | 1          | -2         | CA              | 1               | 0               | CL                 | 0                  | 0                  | SI+CmC      | 0           | 0           | 2      | -2     |        |
| Totale River Plate     | Totale River Plate     | Totale River Plate     | 5          | -5         |                 | 1               | 0               |                    | 0                  | 0                  |             | 0           | 0           | 6      | -5     |        |
| Totale carriera        | Totale carriera        | Totale carriera        | 210        | -275       |                 | 12              | -12             |                    | 8                  | -11                |             | -           | -           | 231    | -298   |        |

## Palmarès

### Club

#### Competizioni nazionali
- Copa Argentina: 1

Rosario Central: 2017-2018